# Пружаны

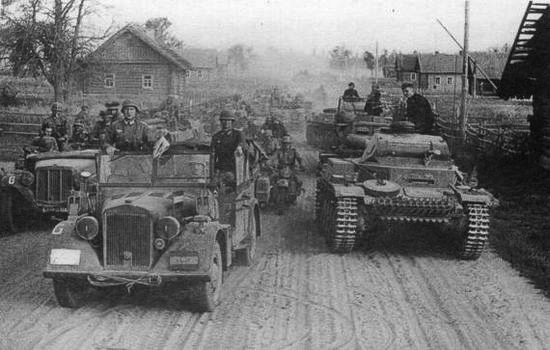
Формирования 3-й танковой группы Германии
в районе Пружан
(июнь 1941 года, БССР).

Пружа́ны (бел. Пружаны) — город в Пружанском районе Брестской области Беларуси. Административный центр Пружанского района.
Численность населения — 18 824 человек (2025).

## География
Расположен на реке Мухавец (бассейн Западного Буга), в 89 км к северо-востоку от города Бреста, в 11 км от железнодорожной станции Оранчицы (на линии Барановичи — Брест). Узел автомобильных дорог на Брест, Высокое, Берёзу, Слоним, Шерешёво, Кобрин.
Расположен на пересечении автодороги Слоним — Ружаны — Пружаны — Высокое Р85.

## История
Первое упоминание о Пружанской волости относится к 1433 году. Пружаны известны с 1487 года под названием Добучин. Название Пружаны происходит от пружаны — жители у пруда либо от пружана — запруда, запруженное место на реке (Мухавец). До 1519 года Пружаны находятся в составе Кобринского княжества. После смерти кобринского князя Ивана Семёновича Пружаны перешли во владение его жены Федоры, в 1519 году по привилею великого князя литовского Сигизмунда I Старого — к маршалку В. Костевичу, входили в Кобринское староство. С 1520 года в Кобринском повете Подляшского воеводства, с 1566 года в Брестском повете и воеводстве. В XVI веке принадлежали королеве Речи Посполитой Боне и её дочери Анне. В Пружанах проводились четыре ярмарки в год. Согласно инвентарю 1563 года, в Пружанах было 1250 жителей, 7 улиц, 278 хозяйств. В XVI веке существовал Пружанский «королевский двор» (деревянный дворец, 2 флигеля, конюшня, сарай, истопка, пекарня, 4 амбара, водяная мельница, сад).
6 мая 1589 года король Сигизмунд ІІІ, по ходатайству тётки своей королевы Анны даровал жителям Пружан магдебургское право «на вечные времена».
Во время войн середины XVII — 1-й половины XVIII века город сильно разрушен, число зданий уменьшилось в 5 раз. В 1776 году лишён магдебургского права. К концу XVIII века восстановлен, в 1791 году — 2094 жителя.
С 1795 года Пружаны в составе Российской империи: город, центр повета Слонимской, с 1797 года — Литовской, с 1801 года — Гродненской губернии. В 1845 году получили новый герб: на светло-коричневом фоне изображена ель с висящей на ветвях охотничьей трубой. В 1866 году в центре Пружан построен собор Александра Невского, в 1878 году — Спасо-Преображенская церковь. В 1857 году в городе 5665 жителей. Во время восстания 1863—1864 годов на Пружанщине действовали отряды Р. Рогинского, С. Сонгина и Б. Рыльского. 13 февраля 1863 года они заняли город.
В ноябре 1834 года в городе было открыто Уездное Училище для мещан. Уже через год, 22 ноября 1835 года, оно было преобразовано в пятиклассное Дворянское Уездное Училище.
Отмена крепостного права способствовала экономическому развитию города.
По переписи 1897 года, в Пружанах 7633 жителя (43,4 % грамотных), в том числе евреи — 5079, белорусы — 2316, русские — 443, поляки — 225. Было 14 мелких предприятий, уездное и двухклассное приходское училища, а также 6 больниц. В XIX — первой половине XX века Пружаны известны как центр гончарного ремесла. Во время революции 1905—1907 годов в Пружанах проходили забастовки рабочих табачной фабрики и винокуренного завода. С августа 1915 года город оккупирован немецкими, с 30 января 1919 года до июля 1920 года — польскими войсками. С 27 июля до 19 сентября 1920 года в городе была Советская власть, действовал уездный военно-революционный комитет.
Согласно Рижскому мирному договору, в 1921—1939 годах Пружаны входили в состав Польши: поветовый город Полесского воеводства. Борьбу трудящихся за национальное освобождение возглавляли организации КПЗБ, КСМЗБ, Белорусской крестьянско-рабочей громады.
С сентября 1939 года Пружаны в составе БССР, с 15 января 1940 года — центр района Брестской области.
В Пружанах в марте 1941 года начала формироваться 30-я танковая дивизия на основе кадровой 32-й легкотанковой бригады.
23 июня 1941 года город оккупирован немецко-фашистскими захватчиками. С 1942 года действовал подпольный антифашистский комитет, с 23 ноября 1943 года до 11 июля 1944 года — подпольный райком КП(б)Б, с 1 сентября 1943 года до 11 июля 1944 года — подпольный райком ЛКСМБ. Оккупанты уничтожили в лагере смерти в городе более 4 тысяч человек, жилой фонд был разрушен на 70 %. 17 июля 1944 года Пружаны освобождены частями 28-й армии 1-го Белорусского фронта.
В 1959 году в областных проектных мастерских города Барановичи разработана схема планировки Пружан, упорядочившая нерегулярную сетку улиц. В 1974 году в Минском филиале Центрального научно-исследовательского и проектного института градостроительства был разработан генеральный план города.
20 октября 1995 года административные единицы Пружанский район и город Пружаны, имеющие общий административный центр, объединены в одну административную единицу — Пружанский район.
В городе 3 планировочных района: южный, западный и восточный. Планировочная структура определяется центральной осевой магистралью (улицы Советская, Кобринская, Октябрьская), перпендикулярными к ней улицами Ленина, Р. Ширмы, Красноармейской и криволинейным очертанием поймы р. Мухавец. Историческим центром города является Советская площадь, где сохранились памятники архитектуры XIX века. — торговые ряды и собор Александра Невского. Новый административно-общественный центр Пружан сложился на улице Р. Ширмы и Советской. В застройке выделяются Дом Советов, гостиница, жилой дом с магазинами. Центральная часть города и центры восточного и северного районов застроены многоэтажными жилыми домами. Возникли новые микрорайоны в северной части города и по ул. Октябрьской. Сформировалась южная промышленная зона.
Основные промышленные предприятия: плодоконсервный комбинат, маслосырзавод, консервный завод, льнозавод, комбинаты строительных материалов, коммунальных предприятий, кооперативной промышленности. Работают районное объединение «Сельхозхимия», районный комбинат бытового обслуживания, швейно-трикотажная фабрика, 4 строительные организации и 4 автоколонны.
В Пружанах действуют аграрный технический колледж, 4 средние, гимназия, музыкальная и детско-юношеская спортивная школы, ледовый и водный дворцы, 7 дошкольных учреждений, 1 Дворец и 1 Дом культуры, 1 кинотеатр, 2 библиотеки, больница, Брестская областная сельскохозяйственная опытная станция, зональная агрохим-лаборатория.

## Население
| Численность населения:                                                                          |
| Графики недоступны из-за технических проблем. См. информацию на Фабрикаторе и на mediawiki.org. |

| Год       | 1897 | 1939   | 1959   | 1970     | 1979     | 1989     | 2001     | 2011     | 2018     | 2020     | 2023     | 2024 | 2025    |
| --------- | ---- | ------ | ------ | -------- | -------- | -------- | -------- | -------- | -------- | -------- | -------- | ---- | ------- |
| Население | 7600 | ▲ 9600 | ▼ 7100 | ▲ 12 200 | ▲ 17 256 | ▲ 23 079 | ▼ 20 271 | ▼ 18 872 | ▼ 18 608 | ▲ 18 931 | ▲ 19 064 |      | ▼18 824 |

В 2017 году в Пружанах родилось 194 и умерло 253 человека. Коэффициент рождаемости — 10,5 на 1000 человек (средний показатель по району — 10,3, по Брестской области — 11,8, по Республике Беларусь — 10,8), коэффициент смертности — 13,6 на 1000 человек (средний показатель по району — 19,9, по Брестской области — 12,8, по Республике Беларусь — 12,6). Уровень смертности в Пружанах самый высокий среди районных центров Брестской области.
Численность населения — 18 824 человек (на 1 января 2025 года).

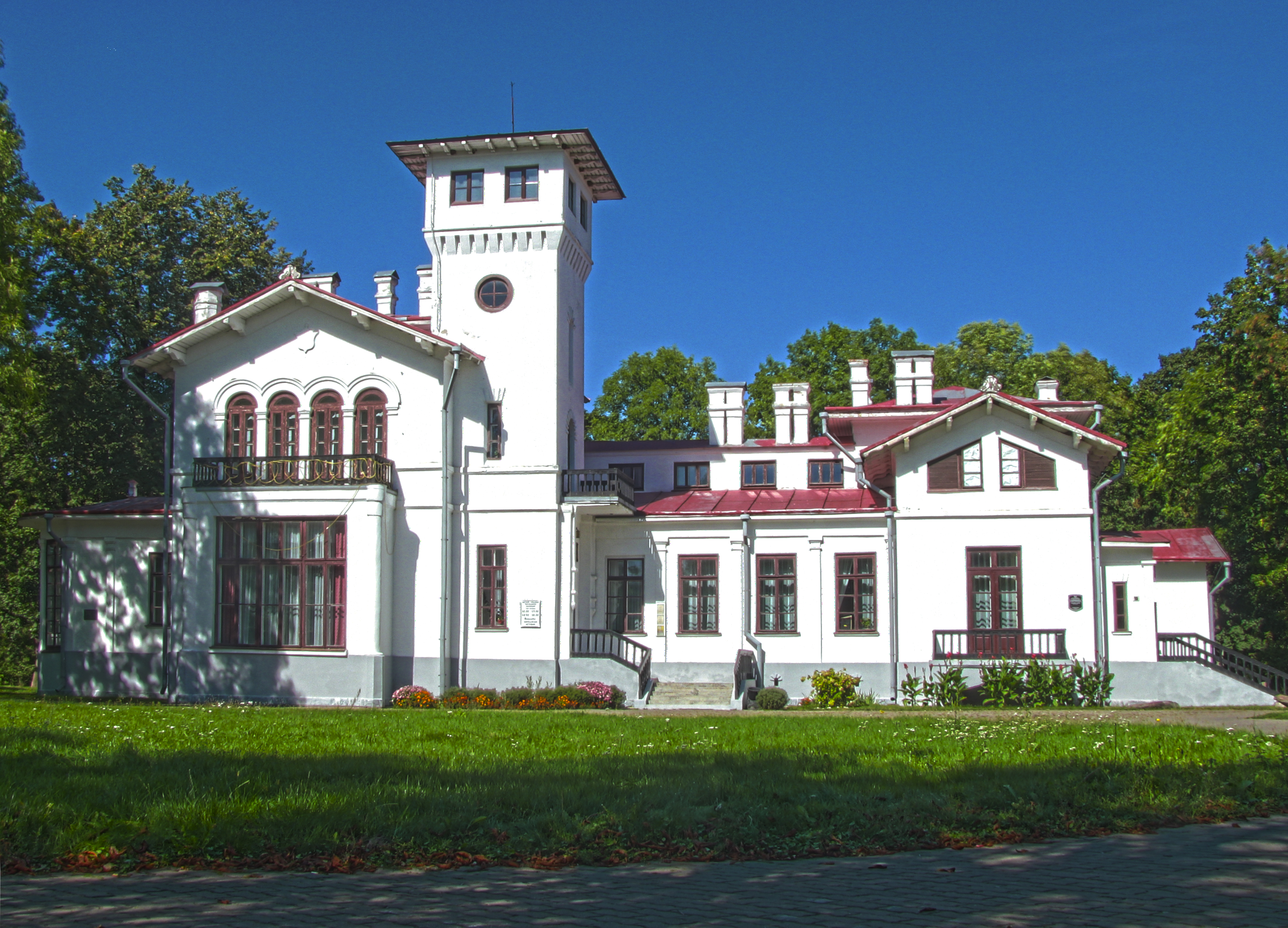
Пружанский палацик

## Транспорт
Действовала Пружанская железная дорога.
Действуют Пружанские автобусы.

## Экономика
Промышленность Пружан представлена предприятиями, перерабатывающими сельскохозяйственное сырьё (молочный комбинат, льнозавод, плодоконсервный завод, комбинат кооперативной промышленности, хлебопекарня), заводом металлоконструкций «Загедан», производством электро-энергетического оборудования (компания «Аллюр»), заводом радиодеталей, комбинатом строительных материалов, лесхозом, имеющим свою производственную базу, и другими предприятиями.

## Культура

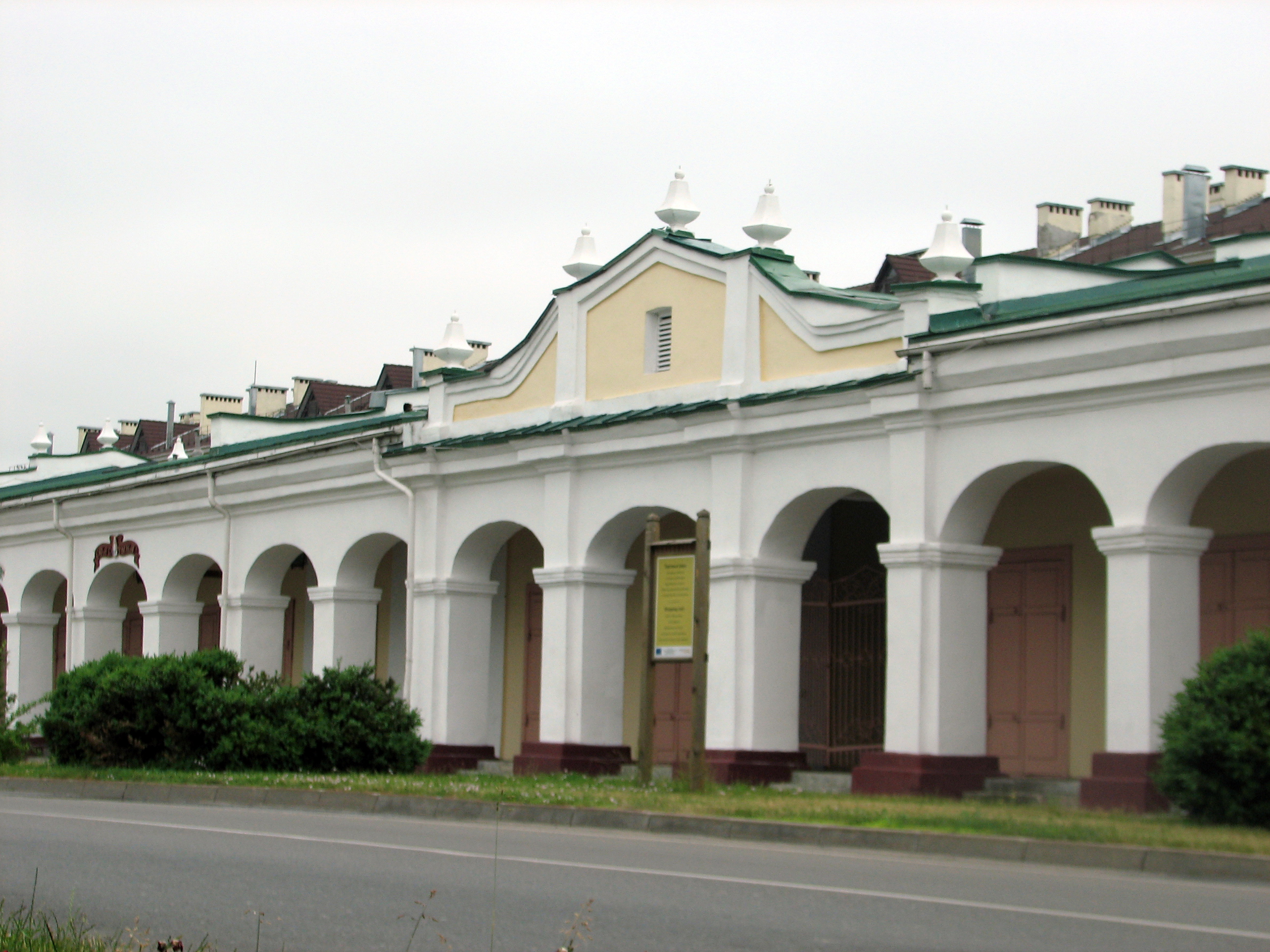
Торговые ряды «Белые лавки»

В Пружанах расположен Музей-усадьба «Пружанский палацик». 

## События и мероприятия
- Осенью 2003 года — республиканский фестиваль "Дажынкi"
- 15 июля 2023 года — мероприятия в честь 590-летнего юбилея города
- 6-8 июня 2024 года — фестиваль "Вытокi"
- 28-30 июня 2024 года — рок-фестиваль "Солнцестояние"
- 27-29 июня 2025 года — рок-фестиваль "Солнцестояние"

## Достопримечательности
- Часовня (1852)

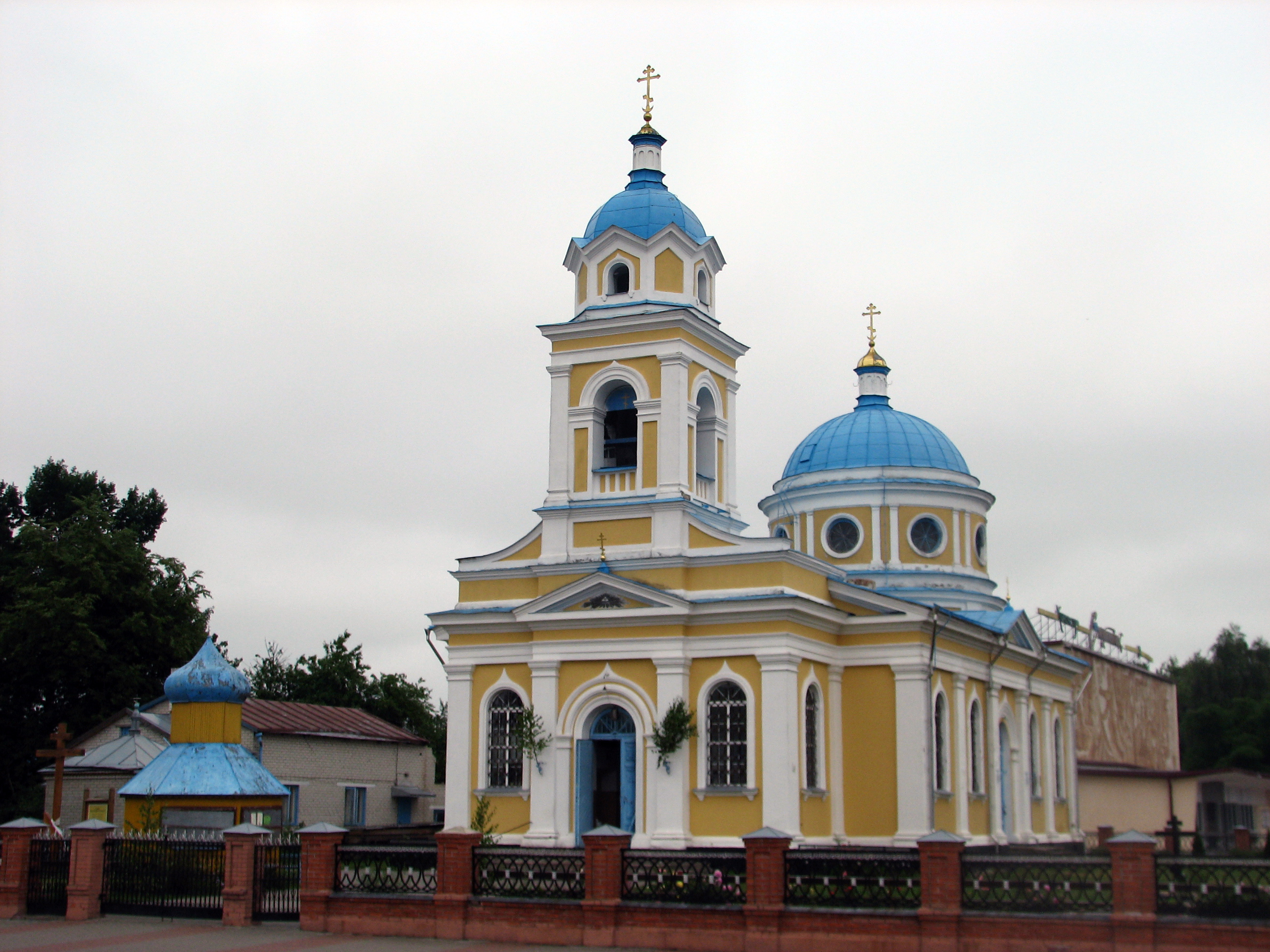
Александро-Невский собор

- Александро-Невский собор (1866) —  Историко-культурная ценность Республики Беларусь, шифр 113Г000590
- Католическая церковь Вознесения Святой Девы Марии (1883), ул. Советская, 39 —  Историко-культурная ценность Республики Беларусь, шифр 113Г000591
- Торговые ряды (1896) —  Историко-культурная ценность Республики Беларусь, шифр 112Г000588
- Городская усадьба (2-я пол. XIX в.), в которой действует краеведческий музей —  Историко-культурная ценность Республики Беларусь, шифр 112Г000585

Панно на здании кинотеатра "Спутник"

### Памятник, скульптура
- Памятник В. И. Ленину
- 4 мемориальных летательных аппарата: 2 самолёта — МиГ-17, Су-25 и 2 вертолёта — Ми-24В, Ми-24П
- Установлены памятники: В. З. Хоружей, лётчику C. М. Гудимову[тарашк.], советским лётчикам, на братских могилах красноармейцев, советских воинов и партизан.
- Памятник сожженным деревням.
- Памятный знак «В честь стратегических ракетчиков» (2022).

### Арт-объекты, жанровая скульптура
- Скульптура в честь реки "Мухавец".
- Скульптура женщины с ребенком.

### Памятники природы
- Парк «Пружаны» — памятник природы местного значения

## Спорт
- Детская юношеская спортивная школа
- Ледовый дворец
- Водный дворец с аквапарком

## Известные уроженцы
- В семье выходцев из Пружан Оскара Перла в 1927 году родился известный американский физик, лауреат Нобелевской премии по физике (1995), Перл Мартин Льюис.
- Ясинский, Владимир Кириллович (род. 1940) — советский и украинский учёный в области математической кибернетики, доктор физико-математических наук, профессор.